# Библиография на Дж. Р. Р. Толкин
Това е списък на произведенията на английския писател и филолог Дж. Р. Р. Толкин, издадени приживе или след смъртта му, на български и на английски език.

## Средната земя (Middle-earth)
- The Hobbit: or, There and Back Again (1937) – роман
Билбо Бегинс или дотам и обратно, изд. „Народна младеж“, 1975, 1979, прев. Красимира Тодорова и Асен Тодоров; Хобит: Билбо Бегинс или дотам и обратно, изд. „Бард“, 2008, 2010, ISBN 9789545859021;
- Bilbo's Last Song (1974, 1990 като книжка с картинки) – стихотворение

### Поредица „Властелинът на пръстените“ (Lord of the Rings)
1. The Fellowship of the Ring (1954) – роман
Задругата на пръстена, изд. „Народна култура“, 1990, прев. Любомир Николов; изд. „Бард“, 2016, ISBN 954-585-346-8
2. The Two Towers (1954) – роман
Двете кули, изд. „Народна култура“, 1990-1991, прев. Любомир Николов (заедно със „Завръщането на краля“)„ изд. „Бард“, 2015, ISBN 954-585-347-6
3. The Return of the King (1955) – роман
Завръщането на краля, изд. „Народна култура“, 1990-1991, прев. Любомир Николов (заедно с„Двете кули“); изд. „Бард“, 2015, ISBN 954-585-348-4

- Властелинът на пръстените : Ч. 1 - 3, изд. „Бард“, 2002, прев. Любомир Николов, ISBN 954-585-346-8 (ч. 1), ISBN 954-585-347-6 (ч. 2), ISBN 954-585-348-4 (ч. 3); 2017 (с твърди корици), ISBN 9789545841705; 2024 (суперлуксозно издание), ISBN 2010015800
- The Appendixes to Lord of the rings (1955) – в „Завръщането на краля“
Средната земя - Пълни приложения към „Властелинът на пръстените“ , изд. „Бард“, 2001, прев. Цветелина Крумова, ISBN 954-585-270-4
- Guide to the Names in The Lord of the Rings (1975); Nomenclature of The Lord of the Rings (2005) – пълна версия, в The Lord of the Rings: A Reader's Companion от Wayne G. Hammond and Christina Scull

### Поредица „Историята на Средната Земя“ (The History of Middle-Earth)
Съст. и ред. Кристофър Толкин
1. The Book of Lost Tales 1 (1983)
2. The Book of Lost Tales 2 (1984)
3. The Lays of Beleriand (1985)
4. The Shaping of Middle-earth (1986)
5. The Lost Road and Other Writings (1987)
6. The Return of the Shadow (The History of The Lord of the Rings vol. 1) (1988)
7. The Treason of Isengard (The History of The Lord of the Rings vol. 2) (1989)
8. The War of the Ring (The History of The Lord of the Rings vol. 3) (1990)
9. Sauron Defeated (The History of The Lord of the Rings vol. 4, вкл. The Notion Club Papers) (1992)
10. Morgoth's Ring (The Later Silmarillion vol. 1) (1993)
11. The War of the Jewels (The Later Silmarillion vol. 2) (1994)
12. The Peoples of Middle-earth (1996)

### Други
- The Silmarillion (1937), ред. от Кристофър Толкин и Гай Гавриел Кай – сборник от митове и истории
Силмарилион, изд. „Абагар Холдинг“, 1995, прев. Любомир Николов; изд. „Прозорец“, 2002, ISBN 954-733-172-8
- The Adventures of Tom Bombadil and Other Verses from the Red Book (1962) – стихосбирка
Приключенията на Том Бомбадил, в „Опасното кралство“, изд. „Прозорец“, 2002, прев. Невена Дишлиева-Кръстева, ISBN 954-733-193-0 и в „Пет фентъзи разказа“, изд. „Прозорец“, 2010, прев. Невена Дишлиева-Кръстева, Любомир Николов, ISBN 978-954-733-687-2; 2022, ISBN 978-954-733-687-2
- Unfinished Tales of Númenor and Middle-earth (1980), ред. Кристофър Толкин – сборник от истории и есета
Недовършени предания, изд. „Абагар Холдинг“, 1996, прев. Любомир Николов; изд. „Прозорец“, 2002, ISBN 954-733-217-1; изд. Бард“, 2014, ISBN 978-954-655-523-6
- The Children of Hurin (2007) – роман, ред. Кристофър Толкин
Разказ за Децата на Хурин, изд. „Бард“, 2007, прев. Любомир Николов, ISBN 978-954-585-831-4
- Beren and Lúthien (2017), ред. Кристофър Толкин – сборник с варианти на историята
Берен и Лутиен, изд. „Бард“, 2017, прев. Любомир Николов, ISBN 9789546558046;
- The Fall of Gondolin (2018), ред. Кристофър Толкин – сборник с варианти на историята
Падането на Гондолин, изд. „Бард“, 2019, прев. Любомир Николов, ISBN 978-954-655-904-3;
- The Nature of Middle-earth (2021), ред. Карл Хостетер – сборник с непубликувани материали
- The Fall of Númenor: And Other Tales from the Second Age of Middle-Earth (2022), ред. Браян Сибли – сборник
- The Bovadium Fragments: together with The Origin of Bovadium (окт. 2025), ред. Кристофър Толкин –

## Други произведения
- Mr. Bliss (1937) – детска книжка
Мистър Блис, изд. „Бард“, 2017, прев. Любомир Николов, ISBN 978-954-655-761-2;
- Leaf by Niggle (1945) – разказ
Листо от дребносръчко, в „Опасното кралство“, изд. „Прозорец“, 2002, прев. Невена Дишлиева-Кръстева, ISBN 954-733-193-0 и в „Пет фентъзи разказа“, изд. „Прозорец“, 2010, прев. Невена Дишлиева-Кръстева, ISBN 978-954-733-687-2; 2022, ISBN 978-954-733-687-2
- The Lay of Aotrou and Itroun (1945) – поема
- Farmer Giles of Ham (1949) – приказка
Червенокосият Джайлс, изд. „Отечество“, 1988, прев. Теодора Давидова 
Фермера Джайлс от Ем, в „Пет фентъзи разказа“, изд. „Прозорец“, 2010, прев. Невена Дишлиева-Кръстева, Любомир Николов, ISBN 978-954-733-687-2; 2022, ISBN 978-954-733-687-2
- The Homecoming of Beorhtnoth Beorhthelm's Son (1953) – пиеса
- Tree and Leaf (1964) – сборник
- Smith of Wootton Major (1967) – повест
Ковача от Голямо Омайно, в „Опасното кралство“, изд. „Прозорец“, 2002, прев. Невена Дишлиева-Кръстева, ISBN 954-733-193-0 и в „Пет фентъзи разказа“, изд. „Прозорец“, 2010, прев. Невена Дишлиева-Кръстева, ISBN 978-954-733-687-2; 2022, ISBN 978-954-733-687-2
- The Tolkien Reader (1966) – сборник
- Poems and Stories (1980) – сборник
- Poems by J.R.R. Tolkien (1993) – стихосбирка
- Tales from the Perilous Realm (1997, 2008) – сборник
Опасното кралство, изд. „Прозорец“, 2002, прев. Невена Дишлиева-Кръстева, ISBN 954-733-193-0
Пет фентъзи разказа, изд. „Прозорец“, 2010, прев. Невена Дишлиева-Кръстева, ISBN 978-954-733-687-2; 2022, ISBN 978-954-733-687-2
- Roverandom (1998) – повест
Ровърандъм, изд. „Прозорец“, 2002, прев. Невена Кръстева, ISBN 954-733-276-7
Роувърандъм, в „Пет фентъзи разказа“, изд. „Прозорец“, 2010, прев. Невена Дишлиева-Кръстева, Любомир Николов, ISBN 978-954-733-687-2; 2022, ISBN 978-954-733-687-2
- The Fall of Arthur (2013) – наративна поема
- The Legend of Sigurd and Gudrun (2009) – сборник
Легенда за Сигурд и Гудрун, Ciela, 2014, прев. Ангел Игов, ISBN 978-954-28-1455-9

## Документалистика
- A middle English vocabulary. Designed for use with Sisam's Fourteenth century verse and prose (1922) – речник
- Some Contributions to Middle-English Lexicography (1926) – доклад
- The Devil's Coach Horses (1925) – есе
- Ancrene Wisse and Hali Meiðhad (1929) – есе
- The Name 'Nodens' (1932) – доклад
- Sigelwara Land (1932 и 1934) – есе в две части
- Chaucer as a Philologist: The Reeve's Tale (1934) – доклад
- Beowulf: The Monsters and the Critics (1937) – лекция и доклад
- The Reeve's Tale: version prepared for recitation at the 'summer diversions' (1939) – доклад
- On Fairy-Stories (1947) – есе
За вълшебните истории, в сп. „Тера Фантастика“, бр. 1, 2002, с. 32-38; в „Опасното кралство“, изд. „Прозорец“, 2002, прев. Невена Дишлиева-Кръстева, ISBN 954-733-193-0 и в „Пет фентъзи разказа“, изд. „Прозорец“, 2010, прев. Невена Дишлиева-Кръстева, ISBN 978-954-733-687-2; 2022, ISBN 978-954-733-687-2
- Ofermod and Beorhtnoth's Death (1953) – две есета
- Middle English "Losenger": Sketch of an etymological and semantic enquiry (1953) – есе и доклад
- The Old English Apollonius of Tyre (1958) – редакторска бележка
- Ancrene Wisse: The English Text of the Ancrene Riwle (1962)
- English and Welsh (1963) – лекция
- Tolkien on Tolkien (1966) – автобиография
- The Father Christmas Letters (1976) – издадена и като „Letters from Father Christmas“ – сборник с писма
Писма от Дядо Коледа, изд. „Колибри“, 2016, прев. Стела Джелепова, ISBN 978-619-150-949-2
- The Letters of J.R.R. Tolkien (1981)
- Finn and Hengest: The Fragment and the Episode (1983)
- The Monsters and the Critics: The Essays of J.R.R. Tolkien (1983)
- Christian Mythmakers (2002) – с Роланд Хейн, Мадлин Ленгъл, К. С. Люис, Джордж Макдоналд и Чарлз Уилямс
- Tolkien Calendar 2010 (2009)

## Книги за Толкин
- Lin Carter, Tolkien: A Look Behind the Lord of the Rings (1969)
- Paul H. Kocher, Master of Middle-Earth (1972)
- Colin Wilson, Tree by Tolkien (1973)
- Richard Putrill, Lord Of The Elves and Eldils: Fantasy And Philosophy In C. S. Lewis And J. R. R. Tolkien (1974)
- Randell Helms, Tolkien's World (1974)
- Humphrey Carpenter, Tolkien:  А biography (1977); J.R.R. Tolkien: A Biography (1987) 
Хъмфри Карпентър, Дж. Р. Р. Толкин: Биография, изд. „Колибри“, 2016, прев. Стела Джелепова, ISBN 978-619-150-827-3
- Robert Foster, The Complete Guide to Middle-earth (1978)
- Humphrey Carpenter, The Inklings: C.S. Lewis, J.R.R. Tolkien, Charles Williams and Their Friends (1978)
- Tom Shippey, The Road to Middle-Earth: How J. R. R. Tolkien Created a New Mythology (1982)
- Verlyn Flieger, Splintered Light: Logos and Language in Tolkien's World (1983)
- R. E. Little, The Fantasts: Studies of J. R. R. Tolkien, Lewis Carroll, Mervyn Peake, Nokolay Gogol And Kenneth Grahame (1984)
- Anna Bramwell, Tolkien in 20th Century (1987)
- David Day, Tolkien (1993)
- Brian Sibley, Map of Tolkien's Middle-earth (1994)
- Brian Sibley, There and Back Again: The Hobbit Map (1995)
- Realms of Tolkien: Images of Middle-Earth (1996)
- Brian Sibley, The Map of Tolkien's Beleriand (1999)
- Flieger, Verlyn; Hostetter, Carl F., eds. Tolkien's Legendarium: Essays on The History of Middle-earth (2000)
- Tom Shippey, J. R. R. Tolkien: Author of the Century (2001)
- Brian Sibley, J.R.R. Tolkien: An Audio Portrait (2001)
- Brian Sibley, The Fellowship of the Ring Insiders' Guide (2001)
- Jude Fisher, The Fellowship of the Ring Visual Companion (2001)
- Brian Sibley, The Lord of the Rings Official Movie Guide (2001)
- Michael White, J.R.R.Tolkien (2001)
- David Day, Hobbit Companion (2002)
- Gary Russell, The Art of The Fellowship of the Ring (2002)
- Brian Sibley, The Lord of the Rings: The Making of the Movie Trilogy (2002)
- Jude Fisher, The Lord of the Rings: The Two Towers Visual Companion (2002)
- Andrew Blake, J.R.R. Tolkien: A Beginner's Guide (2002) 
Андрю Блейк, Дж. Р. Р. Толкин: Властелинът на фентъзито, изд. „Кръгозор“, 2004, прев. Евгения Чолова, ISBN 978-954-771-083-2
- Laurence Gardner, Realm of the ring lords : the myth and magic of the grail quest (2002) 
Лорънс Гарднър, Царството на властелините на пръстена : Отвъд дверите на света на здрача, изд. „Петекстон“, 2001, прев. Елика Рафи, ISBN 954-8453-73-8
- Richard L. Purtill, J.R.R.Tolkien: Myth, Morality and Religion (2003)
- Leslie Ellen Jones, J.R.R. Tolkien: A Biography (2003)
- К. М. Королев, Толкин и его мир (2005)
- Allan Turner, Translating Tolkien : Philological elements in The Lord of the Rings (2005)  
Алан Търнър, Толкин и неговият свят: Енциклопедия, изд. „Слънце“, 2003, прев. Жела Георгиева, ISBN 954-742-054-2
- Wayne G. Hammond, Christina Scull, The Lord of the Rings: A Reader's Companion (2005)
- Wayne G. Hammond, Christina Scull, The J.R.R. Tolkien Companion and Guide: Reader's Guide (2006)
- Frank Weinreich,Thomas HoneggerTolkien and modernity : 1-2 (2006)
- Peter Gilliver, Jeremy Marshall and Edmund Weiner, The Ring of Words: Tolkien and the Oxford English Dictionary (2006)
- Ernest Mathijs (ed.), The Lord of the rings : Popular culture in global context (2006)
- Michael D. C. Drout (eds.), J. R. R. Tolkien Encyclopedia: Scholarship and Critical Assessment (2006)
- Tom Shippey, Roots and Branches: Selected Papers on Tolkien (2007)
- Elizabeth A. Wittingham, The Evolution of Tolkien's Mythology: A Study of the 'History of Middle-earth (2008)
- Elizabeth Solopova, Languages, Myths and History: An Introduction to the Linguistic and Literary Background of J. R. R. Tolkien's Fiction (2009)
- Jin Hardy, The Lord of the rings and the Hobbit (2012)
Джин Харди, Толкин. Властелинът на пръстените : Хобит, Билбо Бегинс, или дотам и обратно, изд. „Труд“, 2009, прев. Борис Дамянов, ISBN 978-954-528-910-1
- Corey Olsen, Exploring J.R.R. Tolkien's The Hobbit (2012)
- Stuart D. Lee (ed.), A Companion to J. R. R. Tolkien (2014)
- David Day, The Heroes of Tolkien: An Exploration of Tolkien's Heroic Characters, and the Sources that Inspired his Work from Myth, Literature and History (2017) 
Дейвид Дей, Героите на Толкин, изд. „Книгомания“, 2019, прев. Любомир Николов, ISBN 978-619-195-222-9
- David Day, Dark powers of the Tolkien (2018)
Дейвид Дей, Мрачните сили на Толкин, изд. „Книгомания“, 2019, прев. Любомир Николов, ISBN 978-619-195-221-2
- Том Грим, Неофициалните рецепти от Властелинът на пръстените, изд. „Artline Studios“, 2022, прев. Ина Димитрова, Здравко Генов, ISBN 9786191932726
- Сузана Кабасо, Димитър Димитров, Шифърът на Толкин, изд. Direct Services, 2023, ISBN 9786197671810